# کوزانو میلانینو
کوزانو میلانینو (به ایتالیایی: Cusano Milanino) یک کومونه در ایتالیا است که در استان میلان واقع شده‌است. کوزانو میلانینو ۳ کیلومتر مربع مساحت و ۱۹٬۲۹۲ نفر جمعیت دارد.